# 秦淮河
秦淮河是长江下游右岸的一条支流，位于江苏省西南部，全长110公里，流域面积2630平方公里。秦淮河大部分在南京市境内，是南京最大的地区性河流，被视为南京的“母亲河”，其中流经南京城内的一段被称为“十里秦淮”。
秦淮河古称龙藏浦、直到唐代诗人杜牧作《泊秦淮》之后才被广泛称为“秦淮河”。自此时起“秦淮”也被不少人误传误认为是秦、汉之时的“淮水”，但是秦、汉时代绝大部分可信度较高的古籍中所提到的淮水毫无疑问的都是指向当今的淮河，而不太可能是秦淮，尽管如此，这一独特的名称也因夹杂着一份雅致诗意而仍旧保留至今。

## 水系
秦淮河有南北两源，北源句容河发源于句容市宝华山南麓，南源溧水河发源于南京市溧水区东庐山，两河在南京市江宁区方山埭西北村汇合成秦淮河干流，绕过方山向西北至南京城外城城门上坊门进入南京市区。秦淮河在南京城东南通济门外九龙桥处分为内、外两支
内秦淮为正流，过九龙桥直向西，由东水关进入南京城，向西流至淮清桥与青溪会合，再向西南在利涉桥汇小运河，再经文德桥、武定桥、镇淮桥转折向西北，过新桥至上浮桥、陡门桥，与运渎会合，再过下浮桥，向西经过南京夫子庙，从西水关出城。
外秦淮在南京城南外绕行，是五代十国时为金陵城开凿的護城河，过九龙桥向南转折向西，经长干桥后汇合落马涧，向西至赛虹桥、觅渡桥在西水关外与内秦淮复合，内外秦淮合流后向北经草场门、定淮门、石头城（鬼脸城），在三汊河汇入长江。外秦淮在与内秦淮合流前，在赛虹桥分出支流，过江东桥在北河口入江。秦淮河在从三汊河入江以前分出支流惠民河，向东北经中山桥至下关入江。秦淮河从北源至三汊河全长110公里，全流域面积2630平方公里，内外秦淮河合流之后的武定门闸处的多年平均流量为15立方米每秒。
此外，在江宁东山与长江之间还有一条17公里长的秦淮新河，是1981年建成的人工河道，经西善桥到金胜村入江，河口设节制闸和抽水站。

## 十里秦淮

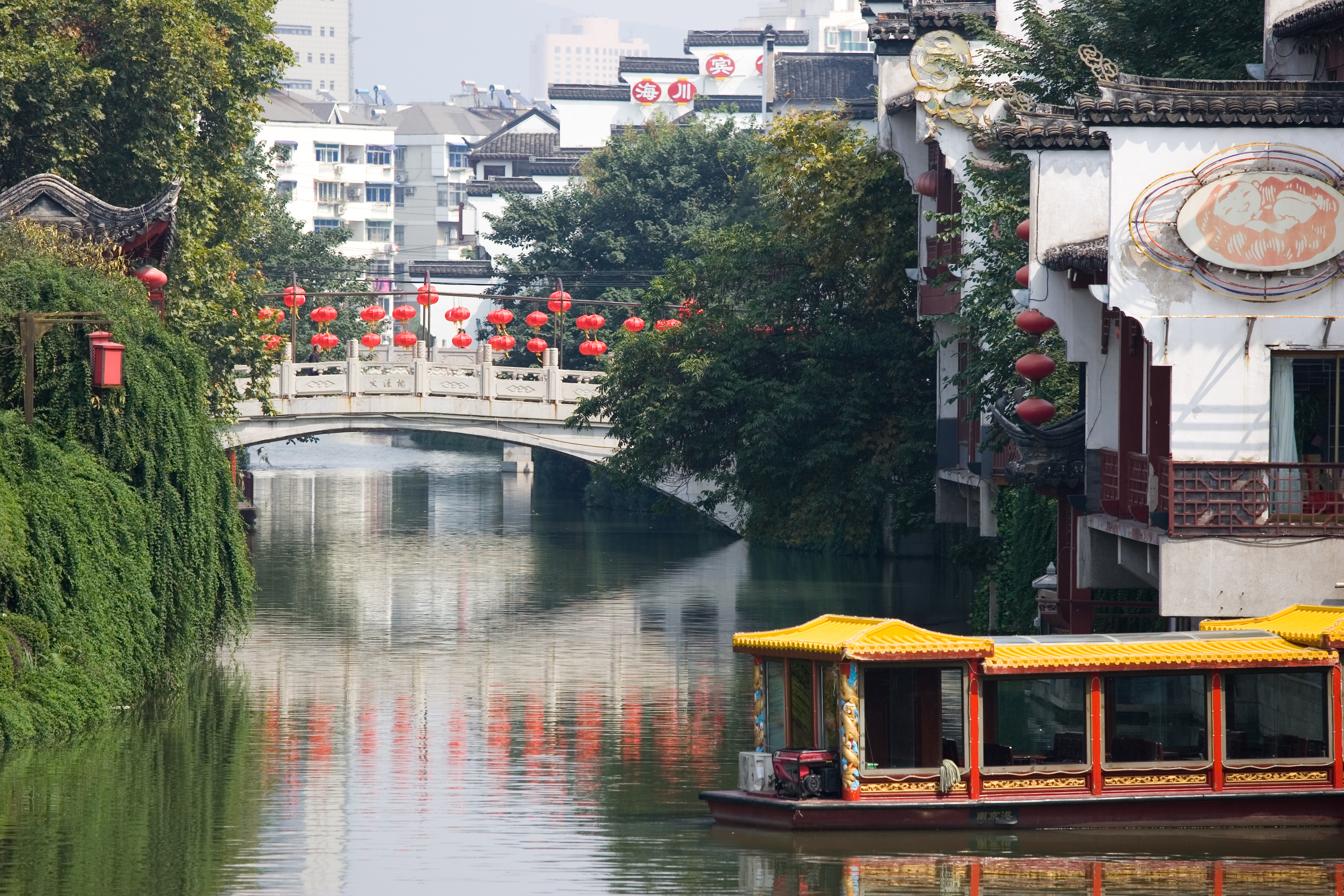
内秦淮河与石桥、画舫、河房

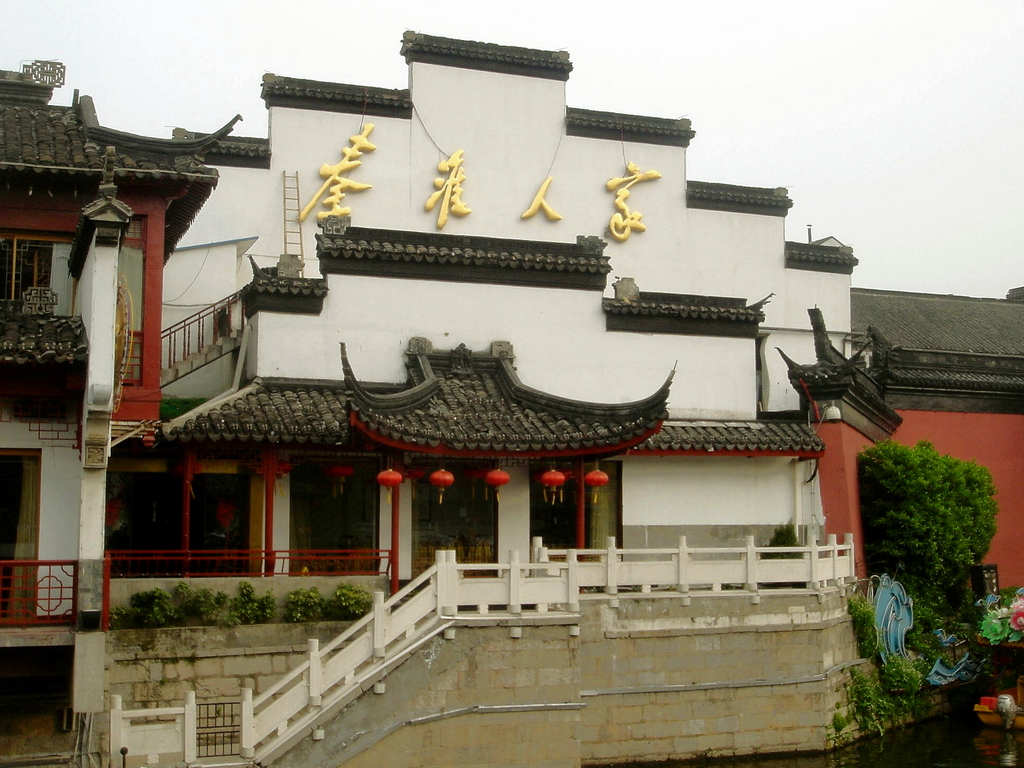
秦淮人家

内秦淮河全长9.6华里（4.8千米），称为“十里秦淮”，六朝时为都城内繁华的居民区和商业区，隋灭陈后凋敝衰落。明清时复兴，内秦淮两岸人烟稠密，金粉楼台，十分繁华。明清时代此地设有江南贡院，还有明太祖朱元璋设立的官营艺妓院“富乐院”，也称“旧院”，与江南贡院隔河相望。明崇祯末年散文家张岱在《秦淮河房》一文中描写秦淮河的盛况：“秦淮河河房，便寓、便交际、便淫冶，房值甚贵，而寓之者无虚日。画船萧鼓，去去来来，周折其间。河房之外，家有露台，朱栏绮疏，竹帘纱幔。夏月浴罢，露台杂坐。两岸水楼中，茉莉风起动儿女香甚。女各团扇轻绔，缓鬓倾髻，软媚着人。年年端午，京城士女填溢，竞看灯船。”清康熙年间余怀在《板桥杂记·秦淮灯船》也描述秦淮灯船之盛况：“秦淮灯船之盛，天下所无。两岸河房，雕栏画槛，绮窗丝障，十里珠帘。”
现在的“十里秦淮”风光带是以夫子庙为中心、庙市街景合一的夫子庙秦淮风光带景区。

## 历史文化

### 长干里
长干里在外秦淮河以南、雨花台以北，在古代人口稠密、交通便利，自秦汉至六朝一直是南京最繁华的所在。李白《长干行》诗云：“妾发初覆额，折花门前剧；郎骑竹马来，绕床弄青梅。同居长干里，两小无嫌猜。”这就是典故青梅竹马和两小无猜的来历。

### 桃叶渡

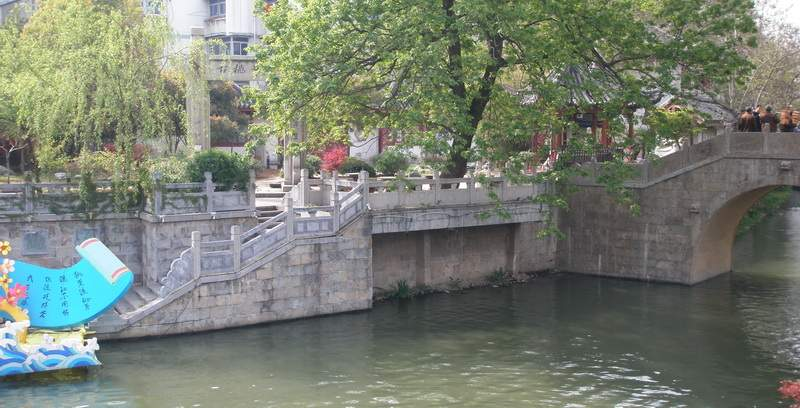
古桃叶渡

桃叶渡是“十里秦淮”上的古渡口，位于内秦淮河与古青溪交汇处附近，在今原利涉桥处。相传东晋书法家王献之经常在这个渡口迎接爱妾桃叶渡河，当时水阔流急，摆渡不慎动辄翻船。桃叶每次摆渡心里害怕，王献之为她作了一首《桃叶歌》，歌曰：“桃叶复桃叶，渡江不用楫，但渡无所苦，我自迎接汝。”桃叶在船上应和道：“桃叶映红花，无风自婀娜。春花映何限，感郎独采我。”此后，为纪念王献之，遂把他当年迎接桃叶的渡口命名为桃叶渡。
清顺治三年（1646年），孝陵卫的金云甫见渡河者常因渡船翻覆而溺亡，便捐资在这里建了一座木桥，太守李正茂取其便利交通之义，亲自将这座桥题名为“利涉桥”。现今该桥已经损毁，但街名仍沿用至今。

### 乌衣巷

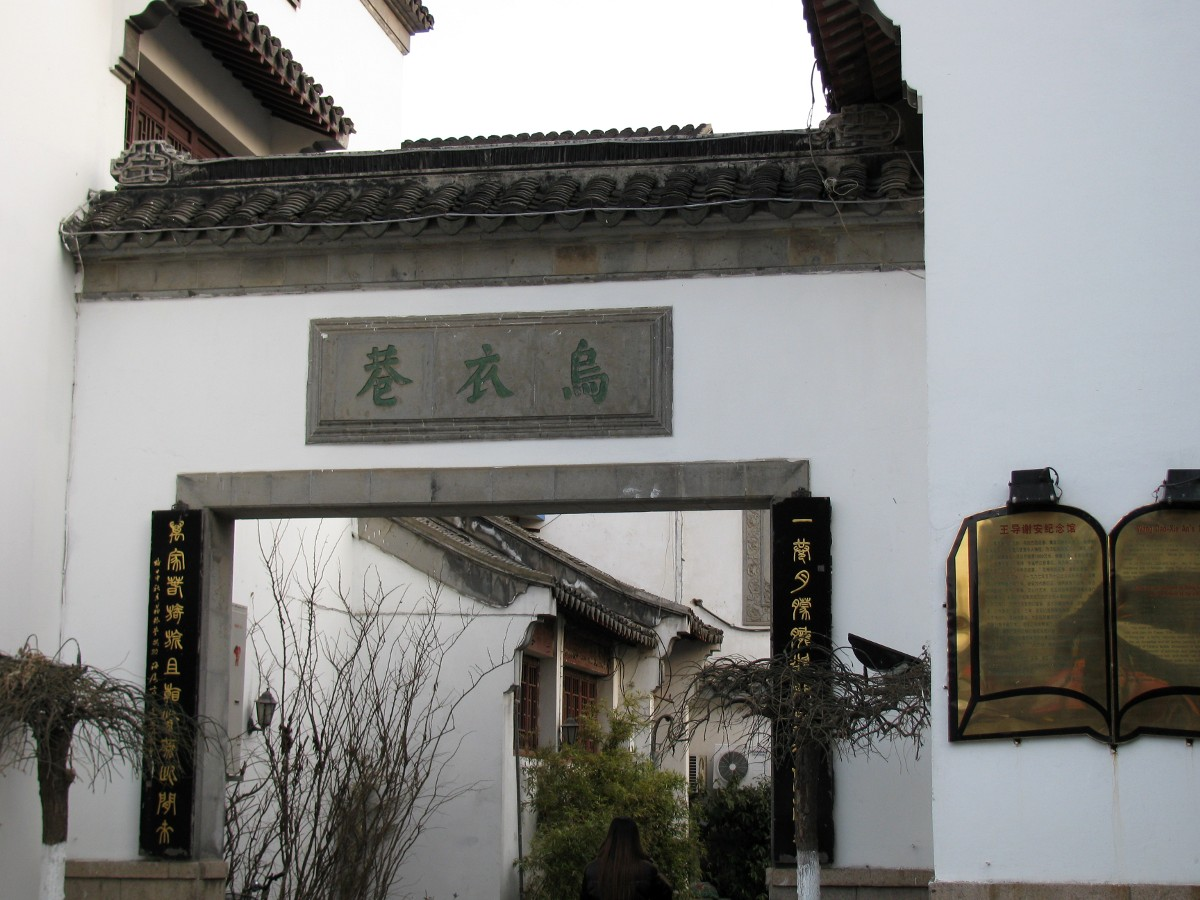
在秦淮河南岸重建的乌衣巷

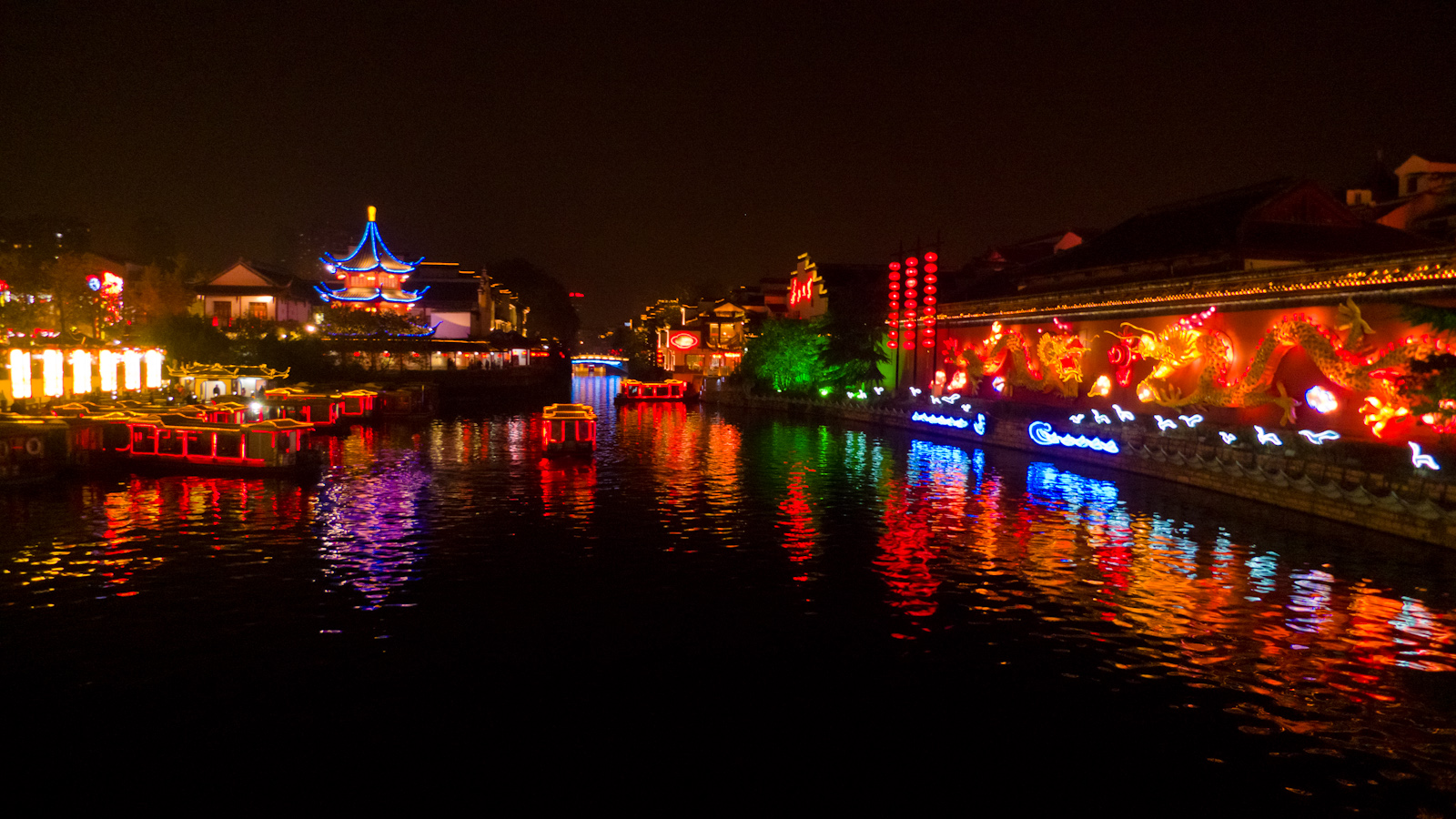
秦淮河夜遊

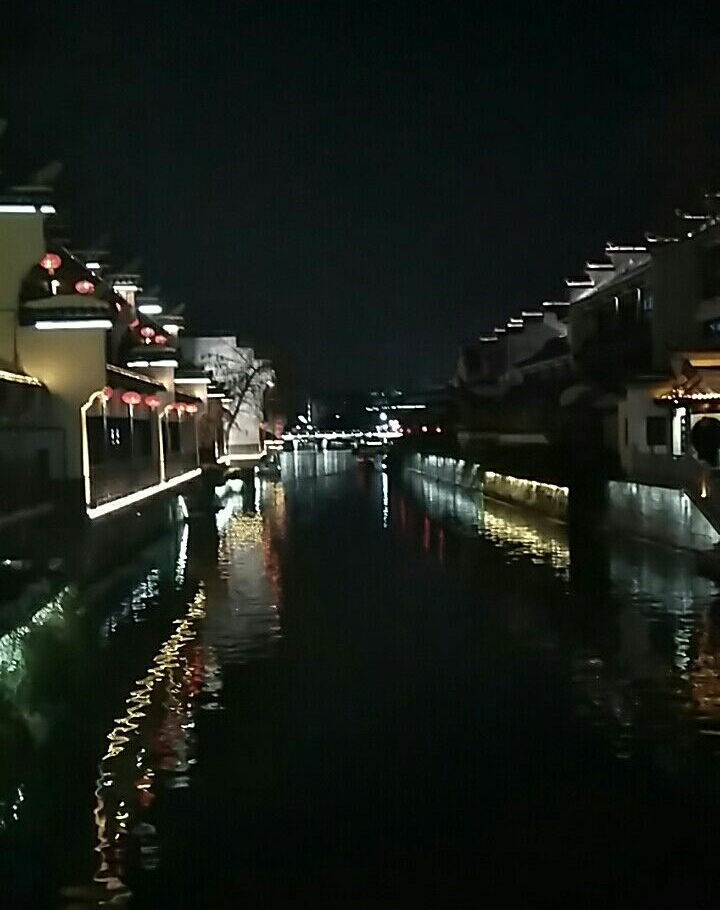
秦淮河 乌衣巷 夜景

乌衣巷在十里秦淮南岸，三国时为东吴禁军烏衣營的駐地，因此得名。東晉時是高門士族的聚居區，王導和謝安等都曾住在這里。唐代诗人劉禹錫的《乌衣巷》写道：“朱雀橋邊野草花，烏衣巷口夕陽斜。舊時王谢堂前燕，飛入尋常百姓家。”

## 污染整治
秦淮河跟南京市内的其他河流一样，在当代污染较为严重。1993年，中国国务院批准实施《南京市城市总体规划》。其中，确定外秦淮河是串联石城风景区的重要纽带，必须整治河的沿线。这是最早关于外秦淮河整治的规划。此后十年间，南京方面经过七次重大规划编制和调整，形成《外秦淮河综合整治规划》。
2002年开始实施外秦淮河综合整治工程。整个工程以截污、清淤、拆迁、绿化等为主要内容，耗资30亿元人民币。2005年完成。秦淮河的成功治理使南京市于2008年获得了联合国人居署颁发的“最佳人居奖”。

### 引用
1. 1 2 3 4 5 6  秦淮河(卷名：中国地理).中国大百科全书, 1997
2. 1 2 3 4 5  文化长廊——秦淮河 的存檔，存档日期2004-12-10.，网上夫子庙
3. 1 2  记者：曾璐. 涵烁 , 编. . 新浪网，来源：南京报业网. 2005-10-10  [2024-08-22]. （原始内容存档于2024-08-21） （简体中文）.

## 延伸阅读
[在维基数据编辑]
 《欽定古今圖書集成·方輿彙編·山川典·秦淮河部》，出自陈梦雷《古今圖書集成》